# Lac Tourbis
Lac Tourbis är en sjö i Kanada.   Den ligger i regionen Lanaudière och provinsen Québec, i den sydöstra delen av landet, 240 km nordost om huvudstaden Ottawa. Lac Tourbis ligger 425 meter över havet.
I omgivningarna runt Lac Tourbis växer i huvudsak blandskog. Trakten runt Lac Tourbis är nära nog obefolkad, med mindre än två invånare per kvadratkilometer.